# Elinostola hyalina
Elinostola hyalina är en fjärilsart som beskrevs av Turner 1947. Elinostola hyalina ingår i släktet Elinostola och familjen säckspinnare. Inga underarter finns listade i Catalogue of Life.